# Сен-Тривье-сюр-Муаньян
Сен-Тривье́-сюр-Муанья́н (фр. Saint-Trivier-sur-Moignans) — коммуна во Франции, находится в регионе Рона — Альпы. Департамент — Эн. Административный центр кантона Сен-Тривье-сюр-Муаньян. Округ коммуны — Бурк-ан-Брес.
Код INSEE коммуны — 01389.

## География
Коммуна расположена приблизительно в 370 км к юго-востоку от Парижа, в 36 км севернее Лиона, в 30 км к юго-западу от Бурк-ан-Бреса.

## Климат
Климат полуконтинентальный с холодной зимой и тёплым летом. Дожди бывают нечасто, в основном летом.

## Население
Население коммуны на 2010 год составляло 1877 человек.
| 1962 | 1968 | 1975 | 1982 | 1990 | 1999 | 2010 |
| ---- | ---- | ---- | ---- | ---- | ---- | ---- |
| 1105 | 1140 | 1151 | 1233 | 1471 | 1537 | 1877 |

## Администрация
| Период | Период | Фамилия         | Партия | Примечания |
| ------ | ------ | --------------- | ------ | ---------- |
| 1995   | 2001   | Андре Бу Пизани |        |            |
| 2001   | 2014   | Мадлен Корнюо   |        |            |
| 2014   | 2020   | Марсель Ланье   |        |            |

## Экономика
В 2010 году среди 1183 человек трудоспособного возраста (15—64 лет) 894 были экономически активными, 289 — неактивными (показатель активности — 75,6 %, в 1999 году было 73,1 %). Из 894 активных жителей работали 836 человек (464 мужчины и 372 женщины), безработных было 58 (25 мужчин и 33 женщины). Среди 289 неактивных 115 человек были учениками или студентами, 106 — пенсионерами, 68 были неактивными по другим причинам.

## Достопримечательности
- Крепостные стены (XIII—XIV века). Исторический памятник с 2005 года.[4]
- Фахверковый дом (XV век).

## Фотогалерея

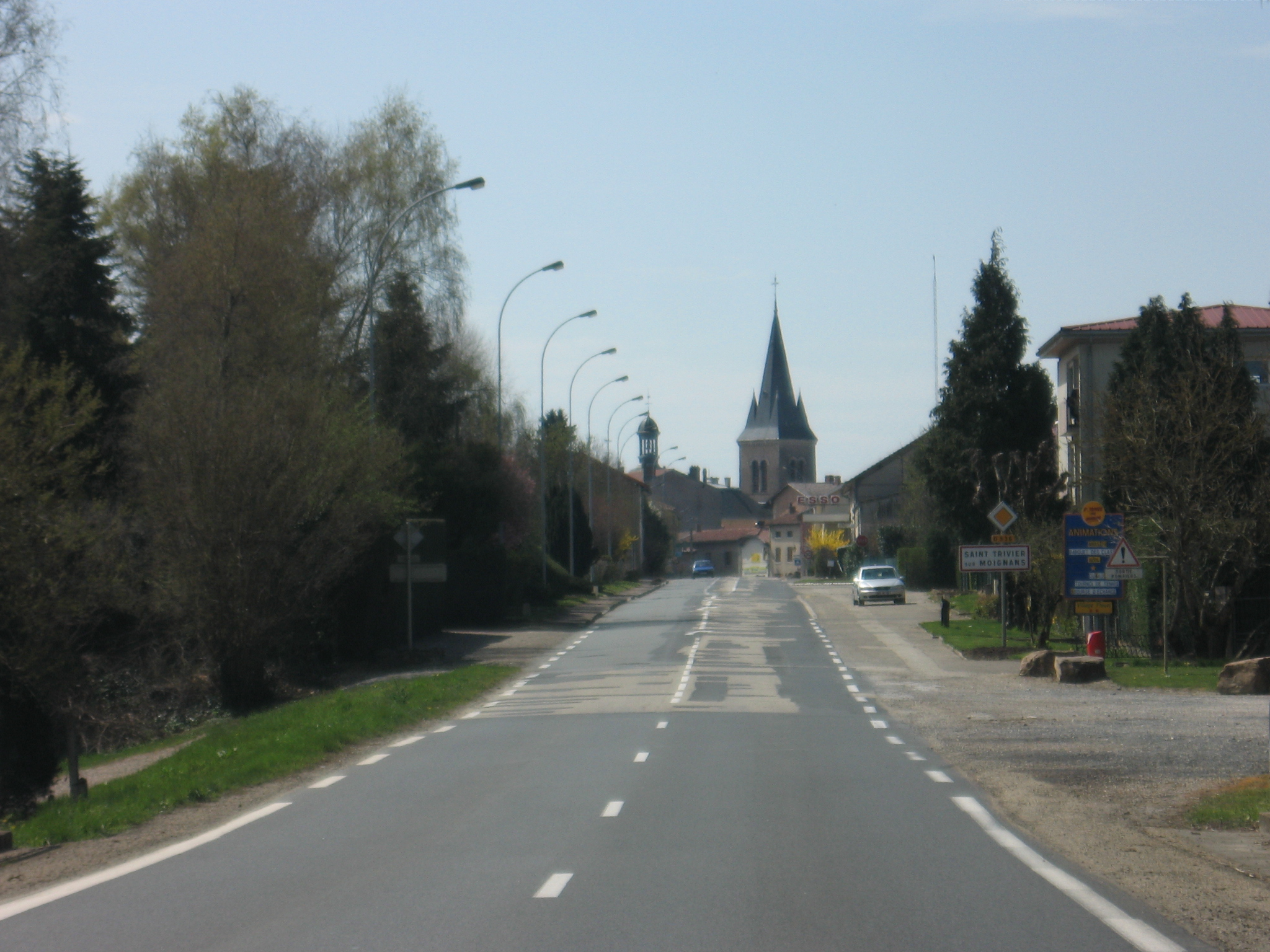
Въезд в Сен-Тривье-сюр-Муаньян
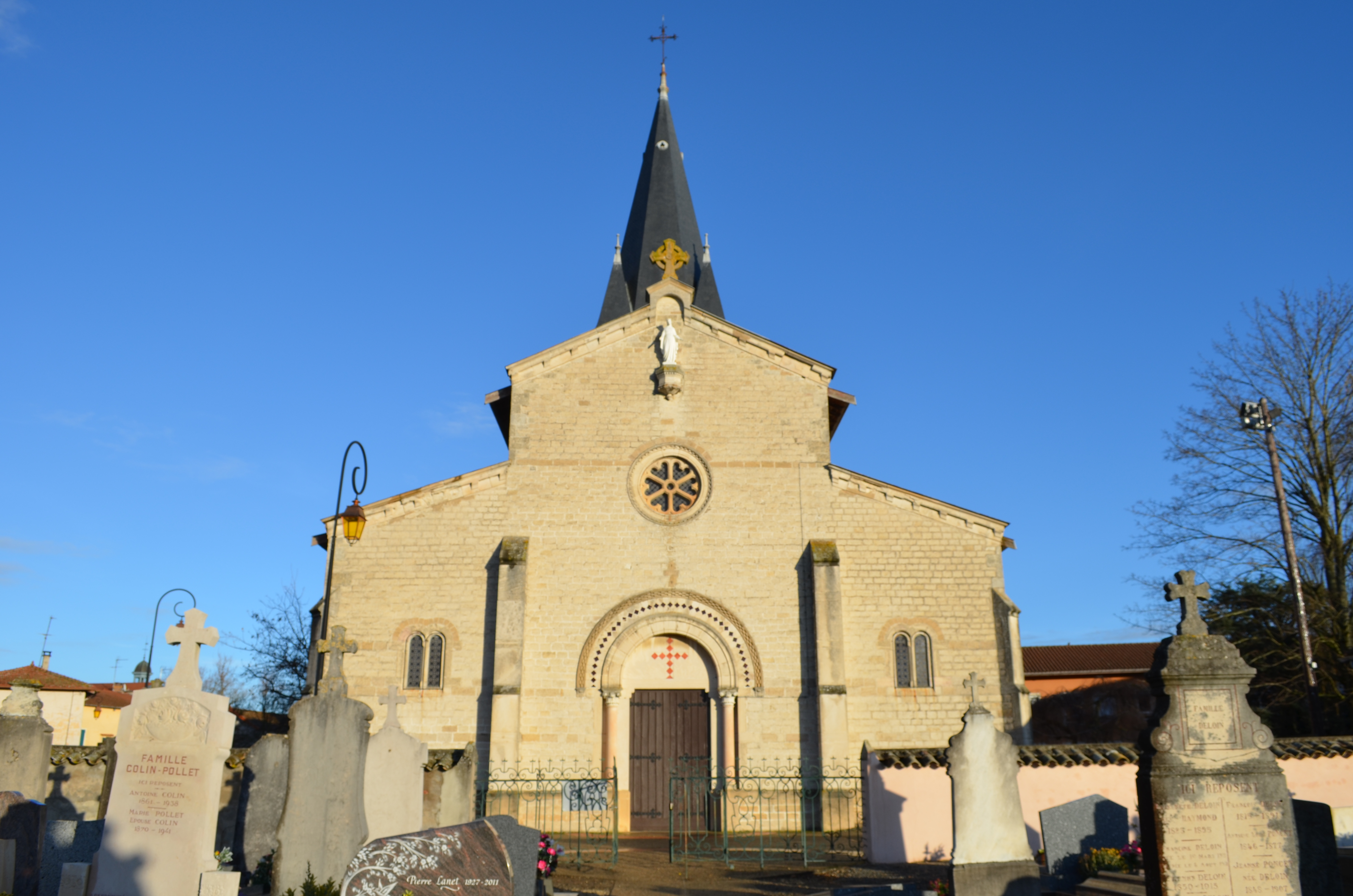
Церковь Св. Триверия и Св. Дионисия
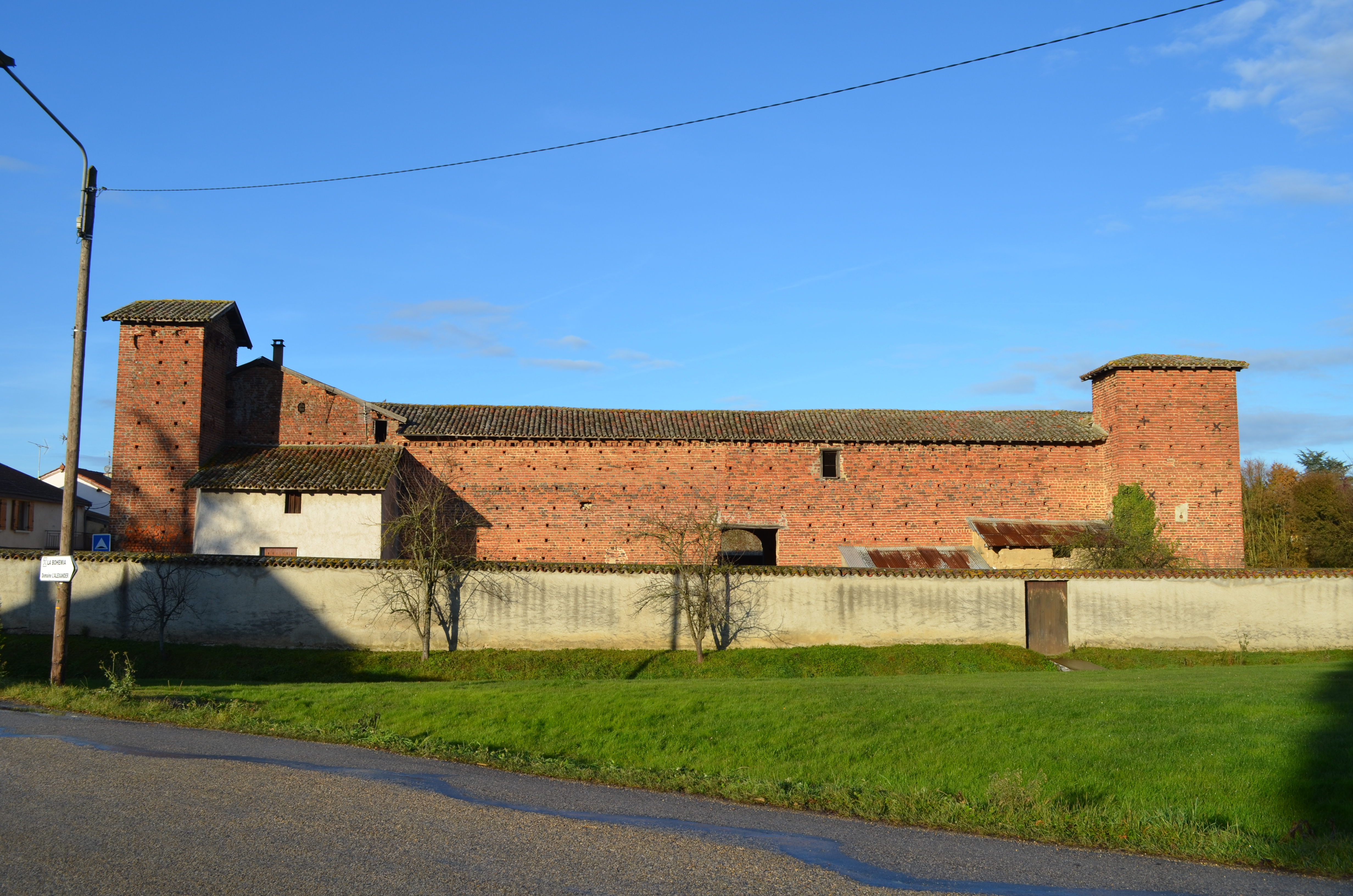
Крепостная стена
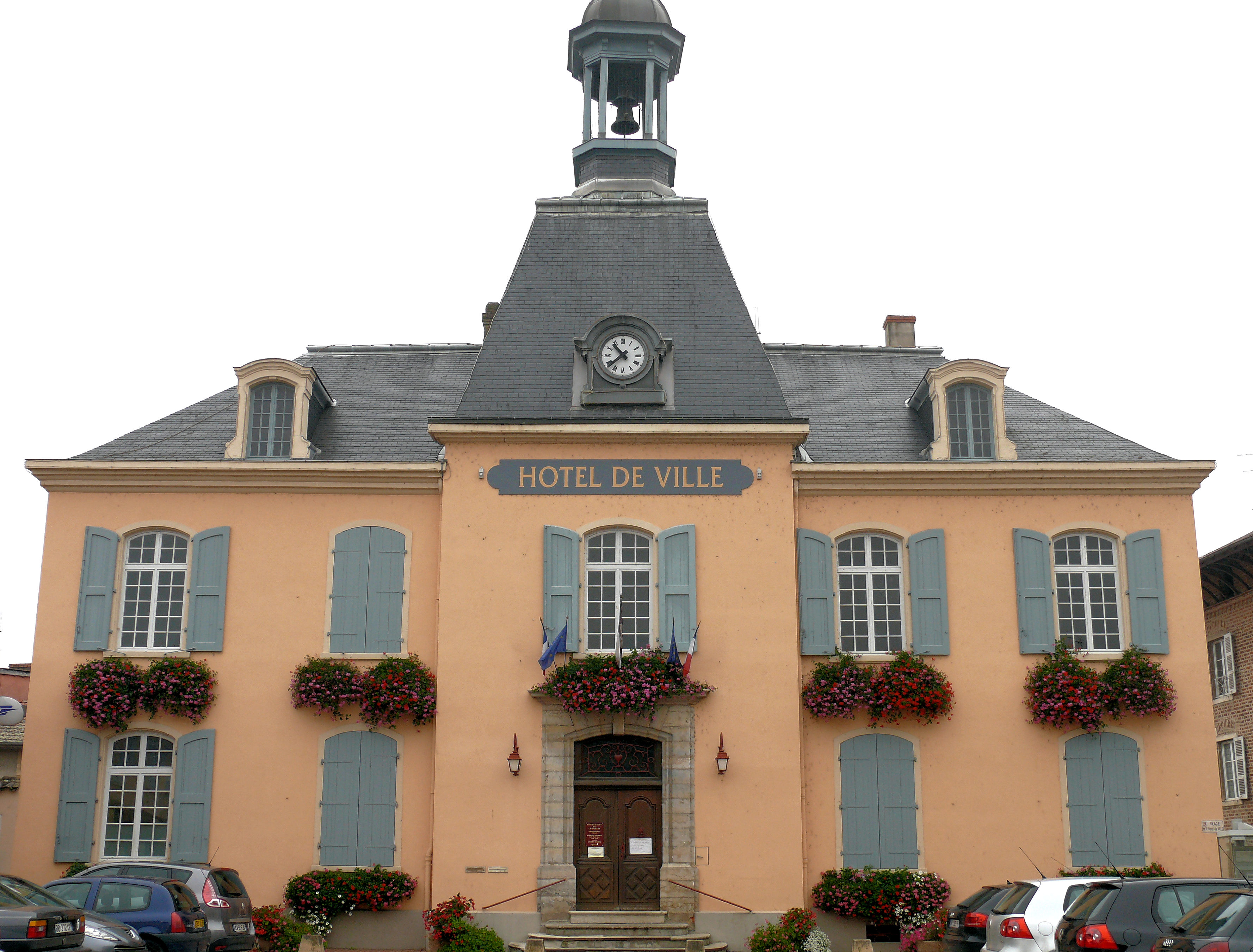
Мэрия
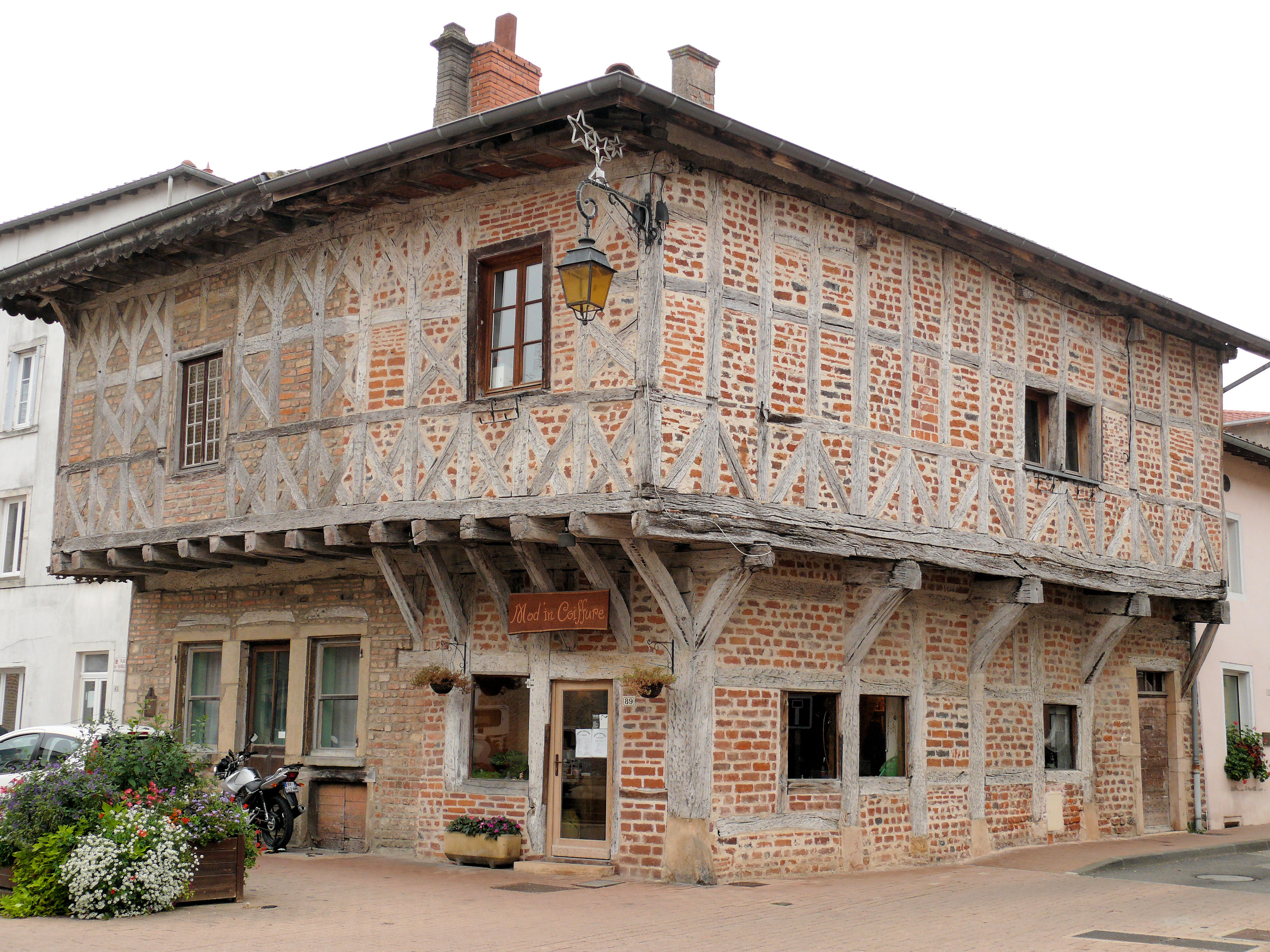
Фахверковый дом
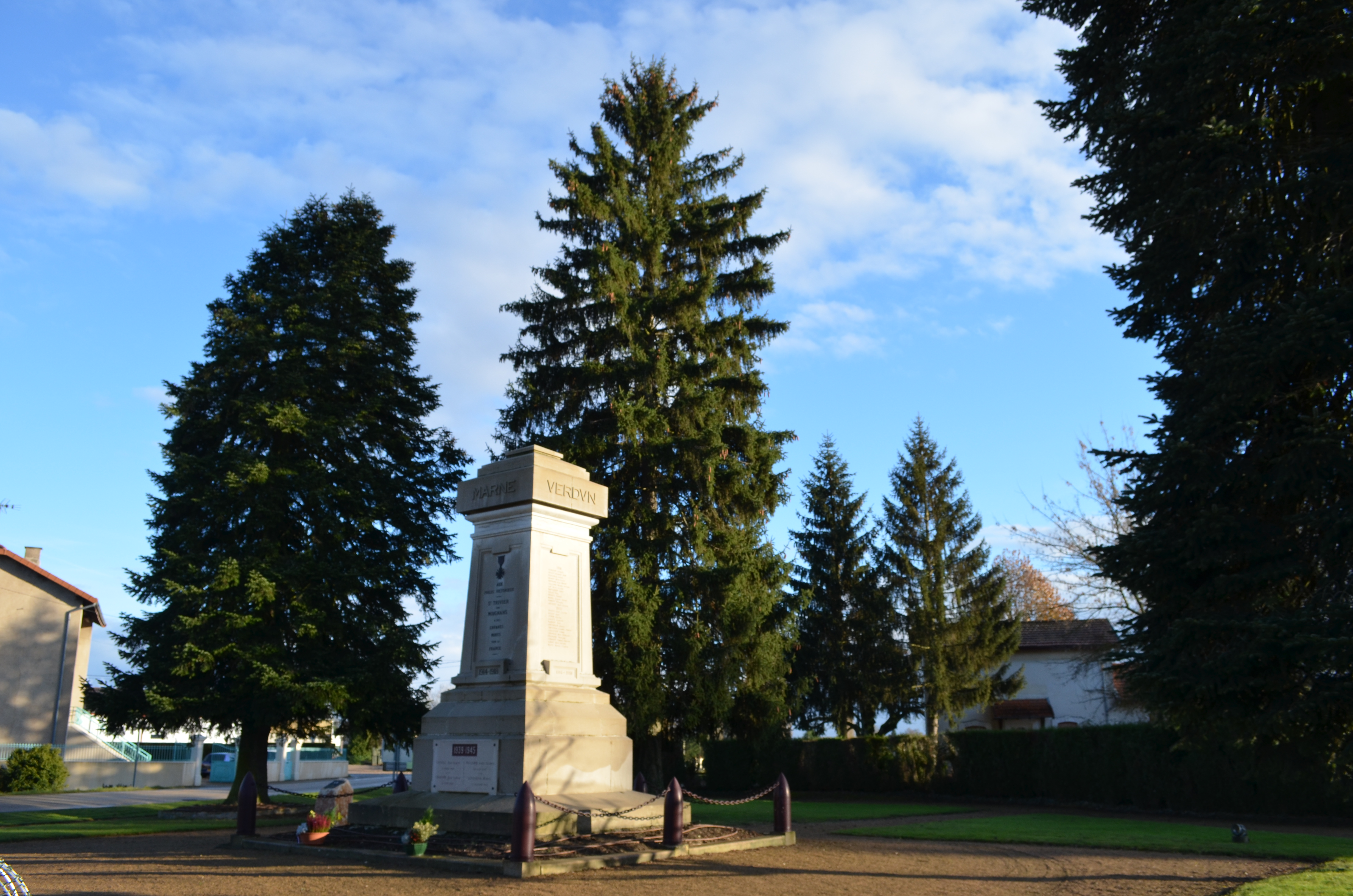
Военный мемориал